# Classe Mersey (chalutier)
Pour les autres classes de navires du même nom, voir Classe Mersey.
La classe Mersey de chalutiers militaires a été construite d'après des spécifications de l'Amirauté britannique pour adapter des plans de chalutiers civils au dragage de mines durant la Première Guerre mondiale pour la Royal Navy.

## Histoire
Cette classe Mersey est quasi identique à la classe Castle. Ces chalutiers seront nommés chalutiers classe Amirauté (Admiralty class trawlers en anglais).

Beaucoup de chalutiers armés seront construits sur le même plan, durant cette même période, sans spécification de classe . Deux chalutiers armés belges appartiennent à ce type de chalutiers.